# Plomin - Moščenička draga
Plomin - Moščenička draga este o arie protejată (sit de importanță comunitară — SCI) din Croația întinsă pe o suprafață de 171,55 ha, integral marine.

## Localizare
Centrul sitului Plomin - Moščenička draga este situat la coordonatele 45°10′19″N 14°14′13″E / 45.172°N 14.237°E.

## Înființare
Situl Plomin - Moščenička draga a fost declarat sit de importanță comunitară în iulie 2013 pentru a proteja un număr necunoscut de specii din flora spontană și fauna sălbatică aflate în arealul zonei.

## Biodiversitate
Situată în ecoregiunea marină mediteraneană, aria protejată conține 2 habitate naturale: Peșteri marine scufundate complet sau parțial, Recifuri.
La baza desemnării sitului se află un număr nedeclarat de specii protejate.